# Asynapta vasiljevae
Asynapta vasiljevae är en tvåvingeart som beskrevs av Spungis 1988. Asynapta vasiljevae ingår i släktet Asynapta och familjen gallmyggor. Inga underarter finns listade i Catalogue of Life.